# Imperio bizantino bajo la dinastía de los Comnenos
El Imperio bizantino estuvo gobernado por emperadores de la dinastía de los Comnenos durante un período de 104 años, desde 1081 hasta aproximadamente 1185. El período de los Comnenos (a veces escrito como Comneniano) comprende los gobiernos de cinco emperadores: Alejo I, Juan II, Manuel I, Alejo II y Andrónico I. Fue un período de restauración exponencial, aunque finalmente incompleta, de la posición militar, territorial, económica y política del Imperio Bizantino.
Bizancio durante el gobierno de los Comnenos jugó un papel clave en la realización de las Cruzadas en Tierra Santa, mientras que a su vez ejerció una enorme influencia cultural y política en Europa, el Cercano Oriente y los territorios circundantes del mar Mediterráneo. Los emperadores Comneno, en particular Juan y Manuel, ejercieron una gran influencia sobre los estados cruzados de ultramar, mientras que Alejo I, por medio de su pedido de ayuda al papa Urbano II, inició la Primera Cruzada, y más tarde la apoyaría directamente con sus propias tropas.
Además, fue durante el período Comneniano cuando el contacto entre Bizancio y el Occidente cristiano «latino», incluidos los estados cruzados, alcanzó su fase más crucial. Los comerciantes venecianos y otros italianos se asentaron en Constantinopla y en otras ciudades del imperio en grandes cantidades (entre 60 000 y 80 000 'latinos' migraron a Constantinopla), y su presencia junto con los numerosos mercenarios latinos que fueron empleados por Manuel en particular ayudó a difundir la tecnología, el arte, la literatura y la cultura bizantinas por todo el Occidente católico. Sobre todo, el impacto cultural del arte bizantino en Occidente en este período fue enorme y duradera.
Los Comnenos también tuvieron una significativa influencia en la historia de Asia Menor. Al reconquistar gran parte de la región, los Comnenos detuvieron el avance de los turcos en Anatolia por más de dos siglos luego de un incesante avance. En el proceso, sentaron las bases de los estados sucesores bizantinos de Nicea, Epiro y Trebisonda. Mientras tanto, su extenso programa de fortificaciones ha dejado una huella duradera en el territorio de Anatolia, que aún a día de hoy se puede apreciar.

## Crisis y fragmentación
La era Comneniana nació de un período de grandes dificultades y conflictos para el Imperio Bizantino. Tras un período de relativo éxito y expansión durante la dinastía macedónica (c. 867-1057). El imperio experimentó varias décadas de estancamiento y decadencia, que culminaron en un vasto deterioro en el aspecto militar, territorial, económica y política del Imperio bizantino con la coronación de Alejo I Comneno en 1081.
Los problemas que enfrentaba el imperio fueron causados, en parte, por la creciente influencia y poder de la aristocracia que debilitó la estructura militar del imperio al socavar el sistema de temas por el cual se entrenaban y administraban sus ejércitos. A partir de la muerte del exitoso soldado-emperador Basilio II en 1025, una larga lista de gobernantes débiles habían disuelto gradualmente los grandes ejércitos que habían estado defendiendo las provincias orientales de los ataques; en cambio, se almacenó el ahorrado oro en Constantinopla, aparentemente para contratar mercenarios en caso de que surgieran problemas. De hecho, la mayor parte del dinero se otorgó en forma de obsequios a los aliados favoritos del emperador, en extravagantes banquetes para la corte y en lujos para la familia imperial.
A su vez, se permitió que los restos de las otrora formidables fuerzas armadas decayeran, hasta el punto de que ya no eran capaces de funcionar correctamente como ejército. Hombres mayores con equipamiento en mal estado mezclados con nuevos reclutas que nunca habían asistido a entrenar.

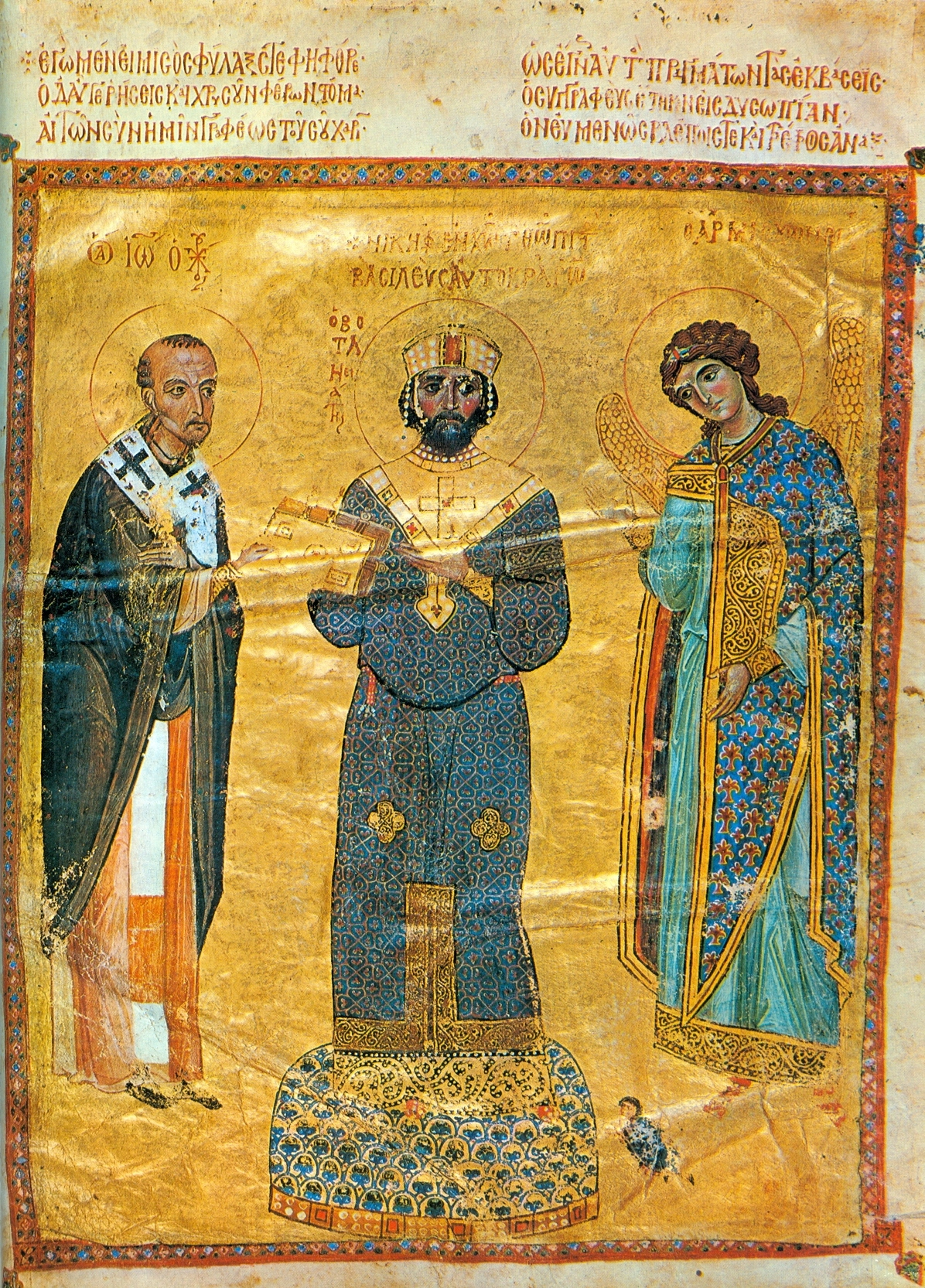
Nicéforo III Botaniates (emperador bizantino 1078-1081).

La llegada simultánea de nuevos enemigos (los turcos en el este y los normandos en el oeste) fue otro factor a tomar en cuenta. En 1040, los normandos, originalmente mercenarios errantes procedentes del norte de Europa en busca de botín, comenzaron a atacar las fortalezas bizantinas en el sur de Italia, en el Mezzogiorno. Para hacer frente a ellos, en 1042 se envió a Italia una fuerza mixta de mercenarios y levas al mando del prominente Jorge Maniaces. Maniaces y su ejército llevaron a cabo una campaña extensamente exitosa, pero antes de que pudiera concluir fue llamado a regresar a Constantinopla. Enojado a raíz de una serie de atentados contra su esposa y sus propiedades por parte de uno de sus rivales, sus tropas lo proclamaron emperador y los condujo a través del mar Adriático hacia la victoria contra el ejército lealista. Sin embargo, una herida grave le provocó la muerte poco después. Al ya no haber oposición en los Balcanes, los normandos expulsaron por completo a los bizantinos de Italia en 1071.
A pesar de la gravedad de esta pérdida, fue en Asia Menor donde se produciría el mayor desastre del imperio. Los turcos selyúcidas, aunque preocupados por conseguir la victoria en contra de los fatimíes de Egipto, llevaron a cabo una serie de incursiones militares en Armenia y la Anatolia oriental, los principales lugares de reclutamiento para los ejércitos bizantinos. Con los ejércitos imperiales crónicamente debilitados por la financiación insuficiente y la guerra civil, el emperador Romano IV Diógenes se dio cuenta de que necesitaba tiempo para reestructurar y reequipar a sus fuerzas armadas. En consecuencia, intentó liderar una campaña defensiva en el este hasta que sus fuerzas se recuperaron lo suficiente como para lanzar una contraofensiva a los ataques selyúcidas. Sin embargo, sufrió una derrota sorpresiva a manos de Alp Arslan (Sultán de los turcos selyúcidas) en la batalla de Mancicerta en 1071. Romanos fue capturado y, aunque los términos de paz del sultán fueron bastante indulgentes, la batalla a largo plazo resultó en la pérdida total de la región de Anatolia bizantina.
Tras su liberación, Romano descubrió que sus enemigos habían conspirado contra él para colocar a su propio candidato en el trono durante su ausencia. Después de dos derrotas en la batalla contra los rebeldes, Romano se rindió y fue asesinado de manera brutal mediante tortura. El nuevo gobernante, Miguel Ducas, se negó a cumplir el tratado firmado por Romanos. En respuesta, los turcos comenzaron a trasladarse a Anatolia en 1073; el colapso del antiguo sistema defensivo era total por lo que no encontraron resistencia. Para empeorar la situación de Bizancio, reinó el caos mientras los recursos restantes del imperio se desperdiciaban en una serie de catastróficas guerras civiles. Miles de miembros de tribus turcomanas cruzaron la frontera no vigilada y se trasladaron a Anatolia. Para 1080, el imperio había perdido un área equivalente a 77 700 km² (30 000 millas cuadradas).

## Alejo I Comneno

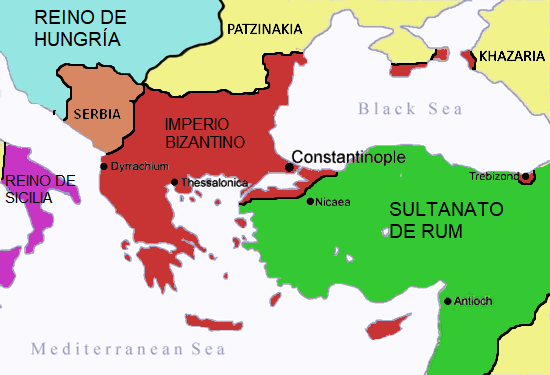
El Imperio bizantino durante el reinado de Alejo I Comneno, c. 1081.

A pesar del fracaso en Mancicerta, fue posible una recuperación parcial gracias a los esfuerzos de la dinastía Comneniana. Esto a veces se conoce como la restauración Comneno. El primer emperador de esta línea real fue Alejo I Comneno (cuya vida y política serían escritas por su hija Ana Comneno en la Alexiada). El largo reinado de Alejo, de casi 37 años, estuvo lleno de conflictos. Cuando accedió al trono en 1081, el Imperio Bizantino estaba sumido en el caos después de un prolongado período de guerra civil resultante de la derrota en Mancicerta.
Apenas al comienzo de su reinado, Alejo tuvo que hacer frente a la gran amenaza de los normandos bajo el mando de Roberto Guiscardo y su hijo Bohemundo de Tarento, quienes tomaron Dirraquio en Albania y Corfú en el Mar Jónico además de sitiar Larisa en Tesalia (véase batalla de Dirraquio). Alejo lideró personalmente sus fuerzas contra los normandos, pero a pesar de sus mejores esfuerzos, su ejército fue casi totalmente destruido. El propio Alejo resultó herido, pero la muerte de Roberto Guiscardo en 1085 le dio respiro a los bizantinos, haciendo que el peligro normando disminuyera con el tiempo.
Sin embargo, los problemas de Alejo apenas comenzaban. En el momento en que el emperador más urgentemente necesitaba fondos e intentaba recaudar la mayor cantidad de ingresos posible, los impuestos y la economía eran desastrosos. La inflación estaba fuera de control, el valor de la moneda había caído en picada, el sistema fiscal era confuso (había seis nomismas diferentes en circulación) y el tesoro imperial estaba vacío. Desesperado, Alejo se vio obligado a financiar su campaña contra los normandos utilizando las riquezas de la Iglesia Ortodoxa, que el Patriarca de Constantinopla había puesto a su disposición.

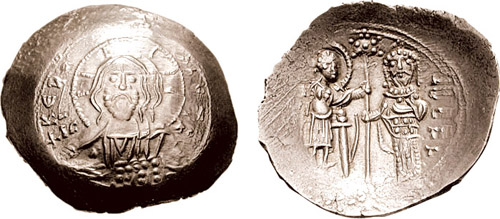
Este electro histamenon fue acuñado por Alejo durante su guerra contra Roberto Guiscardo. La catastrófica situación financiera del Imperio después de 1071 había provocado una degradación a gran escala de su moneda.

En 1087, Alejo tuvo que hacerle frente a una nueva invasión. Esta vez los invasores estaban formados por una horda de 80 000 pechenegos que venían desde el norte del Danubio y se dirigían a Constantinopla. Sin las tropas suficientes para repeler esta nueva amenaza, Alejo utilizó la diplomacia para lograr una victoria que parecía imposible. Después de sobornar a los cumanos, otra tribu bárbara, para que acudieran en su ayuda, avanzó contra los pechenegos, que fueron emboscados y aniquilados en la batalla de Levounion el 28 de abril de 1091.
Una vez lograda por fin la estabilización de la parte occidental, Alejo vio la oportunidad de empezar a resolver sus graves dificultades económicas y el deterioro de las defensas tradicionales del imperio. Para restablecer el ejército, Alejo comenzó a construir una nueva fuerza sobre en base a las concesiones feudales (pronoia) y se preparó para avanzar contra los selyúcidas, que habían conquistado Asia Menor y ahora estaban establecidos en Nicea.
A pesar de sus mejoras, Alejo no tenía suficientes hombres para recuperar los territorios perdidos en Asia Menor. Impresionado por las capacidades de la caballería normanda en Dirraquio, envió embajadores al oeste para pedir refuerzos a Europa. Esta misión logró su cometido: en el Concilio de Piacenza de 1095, el Papa Urbano II quedó perplejo ante el pedido de ayuda de Alejo, que hacia énfasis en el sufrimiento de los cristianos de Oriente e insinuaba una posible unión de las iglesias orientales y occidentales, viendo una oportunidad de revertir la reciente Cisma de Oriente. Al Papa Urbano le preocupaba la creciente inquietud de la nobleza marcial en la Europa occidental, que, ante la ausencia de enemigos importantes, estaba provocando el caos en todo el campo. El llamamiento de Alejo ofrecía un medio no sólo para redirigir la energía de los caballeros en beneficio de la Iglesia, sino también para consolidar la autoridad del Papa sobre toda la cristiandad y traer de nuevo a Oriente a la Santa Sede.

### Primera Cruzada

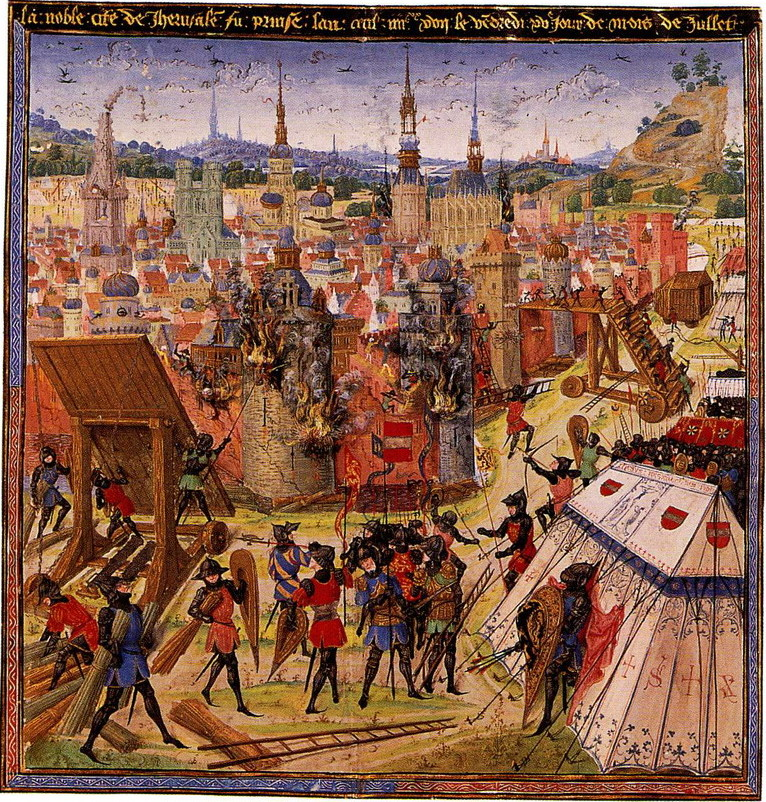
Manuscrito medieval ilustrado que muestra la captura de Jerusalén durante la Primera Cruzada.

El 27 de noviembre de 1095, Urbano II convocó el Concilio de Clermont en Francia. Instó a toda la multitud de miles de personas, que habían acudido para escuchar sus palabras, a tomar las armas en nombre de la cruz y lanzar una guerra santa para recuperar Jerusalén y demás regiones del Este de las manos de los musulmanes. Se concederían indulgencias a todos los que participaran en la cruzada. Muchos prometieron cumplir la orden del papa, y la noticia de la cruzada hacia Tierra Santa pronto se extendió por toda Europa occidental.
Alejo había previsto la llegada de refuerzos en forma de tropas mercenarias y no estaba en absoluto preparado para las inmensas e indisciplinadas huestes que pronto llegaron, para su consternación. El primer grupo, bajo el mando de Pedro el Ermitaño, fue enviado a Asia Menor con órdenes de permanecer cerca de la costa y aguardar la llegada de los demás regimientos. Sin embargo, los cruzados rebeldes se negaron a escuchar y comenzaron a asediar y saquear a los habitantes locales. Mientras marchaban hacia Nicea en 1096, fueron capturados por los turcos y masacrados casi hasta el final.
Alejo también envió a Asia una segunda hueste de caballeros "oficial", encabezada por Godofredo de Bouillón, prometiendo brindarle provisiones a cambio de un juramento de lealtad. Estaban acompañados por el general bizantino Tatikios. Gracias a sus victorias, Alejo pudo recuperar y reintegrar al Imperio Bizantino varias ciudades e islas importantes: Nicea, Quíos, Rodas, Esmirna, Éfeso, Filadelfia, Sardes y, de hecho, gran parte de Anatolia occidental (1097-1099). Su hija Ana atribuye esto a su política y diplomacia, pero las buenas relaciones no fueron duraderas. Los cruzados creyeron que sus juramentos quedaron invalidados cuando Alejo no los ayudó durante el asedio de Antioquía (de hecho, el emperador había emprendido un viaje hasta Antioquía, pero Esteban de Blois lo convenció de regresar, asegurándole que todo ya estaba perdido y que la expedición había fracasado). Bohemundo, que se había erigido como príncipe de Antioquía, libró una breve guerra contra Alejo, pero aceptó convertirse en vasallo bizantino en virtud del Tratado de Devol en 1108.

### Recuperación
A pesar de sus muchos éxitos, durante los últimos veinte años de su vida Alejo perdió gran parte del apoyo de la población. Esto se debió en gran parte a las duras medidas que se vio obligado a tomar para salvar al imperio de los constantes ataques. El servicio militar obligatorio provocó resentimiento del campesinado, a pesar de que la necesidad de nuevos reclutas para el ejército imperial era evidente. Para restaurar el tesoro imperial, Alejo tomó medidas para imponer fuertes impuestos a la aristocracia; también canceló muchas de las exenciones de impuestos de las cuales gozaba la iglesia. Para garantizar que todos los impuestos se pagaran en su totalidad y detener el ciclo de degradación e inflación, reformó completamente la acuñación y emitió una nueva moneda de oro hiperpirón (que significa «muy refinado») para ese propósito. En 1109, había logrado restablecer el orden con un tipo de cambio adecuado para todas las monedas. Su nuevo hiperpirón sería la moneda bizantina estándar durante los próximos doscientos años.
Los últimos años del reinado de Alejo estuvieron marcados por la persecución a las herejías paulicianas y bogomilas; uno de sus últimos actos fue quemar en la hoguera al líder bogomilo, Basilio el Médico, con quien había tenido una controversia teológica, por renovadas luchas con los turcos (1110-1117); y por inquietudes en cuanto a la sucesión, que su esposa Irene deseaba alterar en favor del marido de su hija Anna, Nicéforo Brienio, para cuyo beneficio se creó el título especial panhypersebastos ("venerable por encima de todo"). Esta intriga lo perturbó incluso en sus últimas momentos.
Sin embargo, a pesar de la impopularidad de algunas de sus medidas, los esfuerzos de Alejo fueron vitales para la supervivencia del imperio. En bancarrota financiera y en una crisis militar, y enfrentando una invasión extranjera tras otra, el imperio que heredó había estado al borde del colapso. Su lucha para proteger y restaurar la fuerza del imperio había sido una muy extensa y agotadora, pero los sucesores de Alejo heredaron un estado internamente estable y con un ejército renovado, pero también con muchos recursos financieros, para expandirse en el futuro.

## Restauración bajo Juan II Comneno

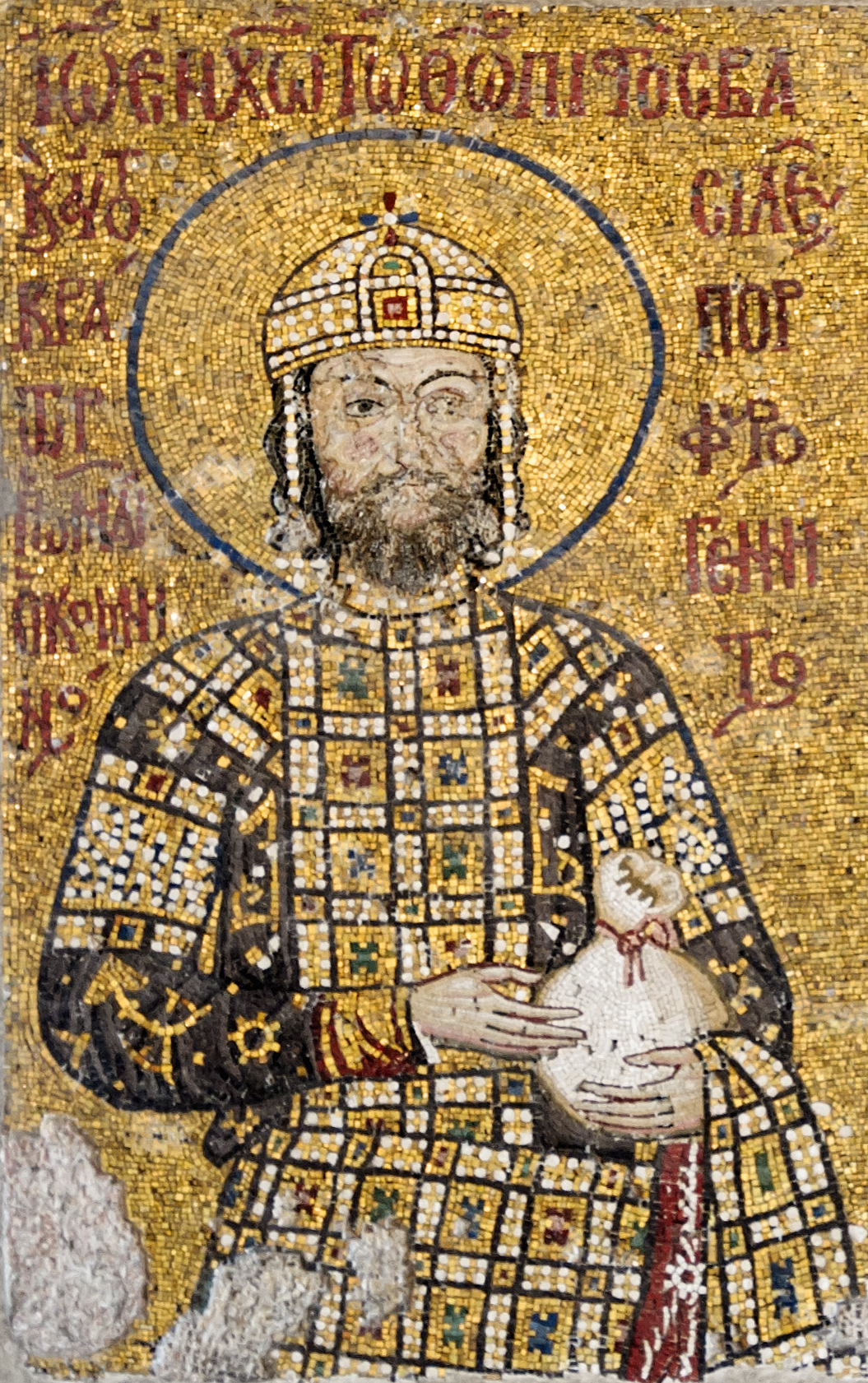
Emperador Juan II Comneno. Durante su reinado (1118-1143) se ganó el respeto de todos sus contemporáneos, incluso de los cruzados, por su valentía, dedicación y benevolencia.

El hijo de Alejo, Juan II Comneno, lo sucedió en agosto de 1118 y gobernaría hasta abril de 1143. Debido a su reinado próspero y justo, se le ha llamado el Marco Aurelio bizantino. Juan fue extraordinario por su falta de crueldad: a pesar de su largo reinado, nunca asesinó ni cegó a nadie (práctica habitual en el imperio para lidiar con opositores). Fue amado por sus súbditos, quienes le dieron el nombre de «Juan el Bueno». También fue un enérgico comandante, pasó gran parte de su vida en campamentos militares y supervisó personalmente los asedios.
Durante el reinado de Juan, Bizancio enfrentó muchas dificultades, los enemigos se enfrentaron al imperio por todos lados. Una invasión de jinetes nómadas del norte amenazó el control bizantino en los Balcanes, y los turcos estaban acosando el territorio bizantino en Asia Menor. Sin embargo, Juan pronto demostró ser tan decidido y capaz como su predecesor. En la Batalla de Beroia, Juan dirigió personalmente los ejércitos imperiales contra los invasores pechenegos. Con la ayuda de las tropas de élite del emperador, la Guardia varega, los jinetes tribales fueron aplastados decisivamente. La victoria del emperador fue tan contundente que los pechenegos desaparecieron como pueblo independiente de manera definitiva.
El matrimonio de Juan con la princesa húngara Piroska lo involucró en las luchas dinásticas del Reino de Hungría. Al dar asilo a Álmos, un hombre cegado pretendiente al trono húngaro, Juan despertó las sospechas de los húngaros. Los húngaros, liderados por Esteban II, invadieron las provincias balcánicas de Bizancio en 1127, y las hostilidades duraron hasta 1129. Los húngaros atacaron Belgrado, Niš y Sofía; Juan, que estaba cerca de Plovdiv en Tracia, contraatacó, apoyado por una flotilla naval que operaba en el Danubio. Después de una desafiante campaña, cuyos detalles no son del todo claro, el emperador logró derrotar a los húngaros y sus aliados serbios en la fortaleza de Haram, que es la moderna Bačka Palanka.  A continuación, los húngaros retomaron las hostilidades atacando Braničevo, que fue inmediatamente reconstruida por Juan. Fueron varios los éxitos militares bizantinos, Coniata menciona varios enfrentamientos, los que dieron como resultado el restablecimiento de la paz. La frontera del Danubio estaba definitivamente asegurada.
Juan II pudo concentrarse en la región de Asia Menor, que se convirtió en el centro de atención durante la mayor parte de su reinado. Para restaurar la región bajo el control bizantino, Juan dirigió una serie de campañas contra los turcos, una de las cuales resultó en la reconquista del hogar ancestral de la familia Comneno en Kastamonu. Rápidamente se ganó una formidable reputación como líder de asedio, arrebatando fortaleza tras fortaleza a sus enemigos. Las regiones que el imperio había perdido a raíz de Mancicerta fueron recuperadas y guarnecidas. Sin embargo, la resistencia, particularmente de los danisméndidas del noreste, fue fuerte, y la dificultad para mantener las nuevas conquistas en posición bizantina fue evidente cuando Kastamonu fue reconquistada por los turcos mientras Juan iba de camino a Constantinopla celebrando su regreso. Juan perseveró y Kastamonu pronto cambió de manos una vez más. Avanzó hacia el noreste de Anatolia, provocando que los turcos atacaran a su ejército. A diferencia de Romano IV Diógenes, las fuerzas al mando de Juan pudieron mantener su cohesión, y el intento turco de infligir otra devastadora derrota al ejército del emperador fracasó cuando el sultán, desacreditado por su fracaso, fue asesinado por su propio pueblo.
Juan consolidó sus conquistas y las posesiones bizantinas existentes en Asia mediante la construcción de una serie de fuertes. El historiador Paul Magdalino explica este proceso en su libro The Empire of Manuel Komnenos (El Imperio de Manuel Comneno) en el contexto de la restauración comineniana del imperio bizantino en su conjunto; señala que mientras el padre de Juan II, Alejo I, había fortificado lugares en la costa, Juan ahora expandió el control bizantino hacia el interior fortificando lugares como Lopadión (actual Uluabat), Balikesir y Laodicea, que custodiaba los accesos a los valles y costas de Asia Menor. Esta restauración del orden permitió que a la actividad agrícola prosperar una vez más en la región, gradualmente recuperándose de la devastación provocada por la guerra, y las haría de nuevo una parte productiva y valiosa del Imperio bizantino.
Hacia el final de su reinado, Juan aseguró Antioquía, la costa sur de Asia Menor y Cilicia. Avanzó hacia Siria junto con su ejército experimentado, que había sido curtido por toda una vida de campañas. Aunque Juan luchó duro por la causa cristiana en la campaña en Siria, hubo un incidente famoso en el que sus aliados, el príncipe Raimundo de Poitiers y el conde Joscelino II de Edesa, se sentaron a jugar a los dados mientras Juan luchaba en el asedio de Shaizar. Estos aristócratas cruzados sospechaban el uno del otro y de Juan, y ninguno quería que el otro ganara al participar en la campaña, mientras que Raimundo también buscaba conservar Antioquía, que había acordado entregar a Juan si la campaña tenía éxito Al final, Joscelino y Raimundo conspiraron para mantener a Juan fuera de Antioquía, y mientras se preparaba para liderar una peregrinación a Jerusalén y una nueva campaña, se cortó la mano con una flecha envenenada por accidente mientras estaba cazando. El veneno hizo efecto y murió poco después.
El historiador J. Birkenmeier ha sostenido recientemente que el reinado de Juan fue el más exitoso del período Comneniano. En "The development of the Komnenian army 1081-1180" (El desarrollo del ejército Comneniano 1081–1180), destaca el conocimiento de Juan hacia la guerra, que se centró en la guerra de asedio en lugar de las arriesgadas batallas campales. Birkenmeier sostiene que la estrategia de Juan de lanzar campañas anuales con objetivos limitados y medidos era más sensata que la seguida por su hijo, Manuel I. Según este punto de vista, las campañas de Juan beneficiaron al Imperio Bizantino porque protegieron el corazón del imperio de los ataques mientras extendían poco a poco su territorio en Asia Menor. Los turcos se vieron obligados a ponerse a la defensiva, mientras que Juan mantuvo su situación diplomática relativamente simple al aliarse con el Emperador de Occidente contra los normandos en Sicilia.
En general, Juan II Comneno dejó el imperio en mucho mejor estado al que estaba cuando accedió al trono. Sus éxitos contra los invasores pechenegos, serbios y turcos selyúcidas, junto con sus intentos de establecer la soberanía bizantina sobre los estados cruzados en Antioquía y Edesa, contribuyeron en gran medida a restaurar la reputación perdida de su imperio. Su enfoque cuidadoso y metódico en la guerra había evitado que el imperio sufriera derrotas repentinas, mientras que su determinación y habilidad le habían permitido acumular una larga lista de asedios y asaltos exitosos contra fortalezas enemigas. En el momento de su muerte, se había ganado el respeto casi universal de todos, incluso de los cruzados, por su valentía, su actitud implacable y su piedad. Su muerte prematura significó que sus esfuerzos quedaron inconclusos; la historiadora Zoe Oldenbourg especula que su última campaña, de haber sido exitosa, hubiera resultado en beneficios permanentes para Bizancio y la cristiandad.

## Manuel I Comneno

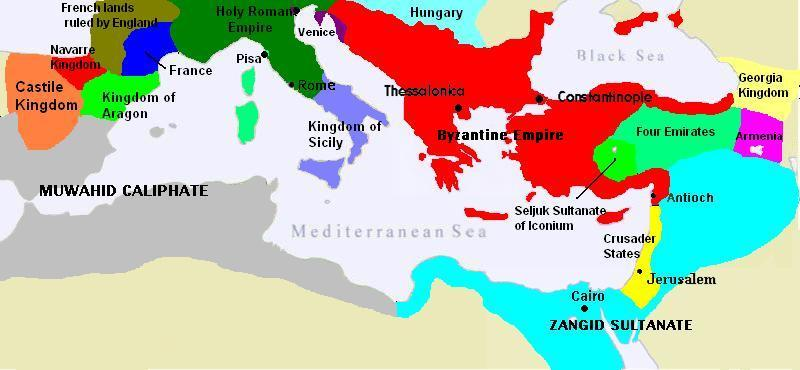
Mapa del Imperio Bizantino bajo Manuel Comneno, c. 1170. En ese momento, el imperio volvió a ser el estado más poderoso del Mediterráneo, con estados clientes que se extienden desde Hungría hasta el Reino de Jerusalén, y una red de aliados y contactos diplomáticos que se extiende desde Aragón, Francia, Alemania, Pisa, Génova y Roma, en el oeste, hasta Antioquía, Jerusalén, Konya y Damasco en el este.

El heredero elegido por Juan fue su cuarto hijo, Manuel I Comneno. Según Nicetas Coniata, un historiador bizantino, Manuel fue elegido sobre su único hermano mayor con vida debido a su capacidad para escuchar y atender a los consejos. Manuel era conocido por su personalidad vivaz y carismática, también por su amor por la cultura y las tradiciones de Europa occidental. Manuel organizó justas, incluso participando en ellas, experiencia poco habitual para los bizantinos. El propio Manuel suele ser considerado como el más brillante de los cuatro emperadores de la dinastía Comneno. Su reputación fue particularmente buena en Occidente y en los estados cruzados, sobre todo luego de su muerte. El historiador latino Guillermo de Tiro describió a Manuel como «amado por Dios... un hombre de gran alma y de energía incomparable», «(cuya) memoria siempre se mantendrá en bendición». Roberto de Clari dijo de Manuel que era un «hombre generoso y digno».
Manuel dedicaría su gobierno a restaurar la gloria de su imperio y a recuperar el estatus de superpotencia. Su política exterior fue a la vez ambiciosa y expansiva, sumamente agresiva. Hizo varias alianzas con el Papa y los reinos cristianos occidentales, y manejó con éxito el paso de la, potencialmente, peligrosa Segunda Cruzada a través de su imperio, estableciendo los reinos cruzados de ultramar como protectorados bizantinos.
Manuel hizo una campaña agresiva contra sus vecinos tanto del oeste como del este; contra los musulmanes en Palestina, se alió con el Reino de Jerusalén y envió una gran flota para participar en una invasión combinada del Egipto fatimí. En un esfuerzo por restaurar el control bizantino sobre los puertos del sur de Italia, envió una expedición para invadir la península en 1155. Operando como parte de una coalición de fuerzas bizantinas, rebeldes y papales, los ejércitos de Manuel lograron un buen desembarco. Sin embargo, las disputas dentro de la coalición llevaron al eventual fracaso de la expedición. A pesar de este inesperado fracaso, Manuel logró invadir exitosamente el Reino de Hungría en 1167, derrotando a los húngaros en la batalla de Sirmium. Tuvo mucho éxito en los Balcanes y Hungría; El historiador Paul Magdalino afirma que ningún emperador había dominado la región con tanta eficacia desde la Antigüedad tardía.
En el este, sin embargo, el desempeño de Manuel es más discutible. Sufrió una gran derrota en la batalla de Miriocéfalo en 1176 contra los turcos. Manuel marchaba hacia Konya, en aquel entonces la capital turca, cuando sus fuerzas fueron emboscadas. Los relatos más exagerados de la batalla a menudo describen la destrucción total del ejército bizantino y, con ella, el fin del poder y la influencia bizantinos. Sin embargo, el consenso moderno entre los historiadores bizantinos es que, si bien la batalla de Miriocéfalo fue una grave humillación para el emperador, no fue una catástrofe de tales proporciones. De hecho, la mayoría del ejército logró escapar de la batalla sin daños graves. Está bien documentado que las unidades involucradas en la batalla retomaron la campaña en Asia Menor el año siguiente. La frontera imperial permaneció intacta durante el resto del reinado de Manuel, un indicio de que los turcos no obtuvieron una ventaja considerable de esta victoria. En 1177, los bizantinos infligieron una gran derrota a una gran fuerza turca en Hyelion y Leimocheir en el valle de Meandro.

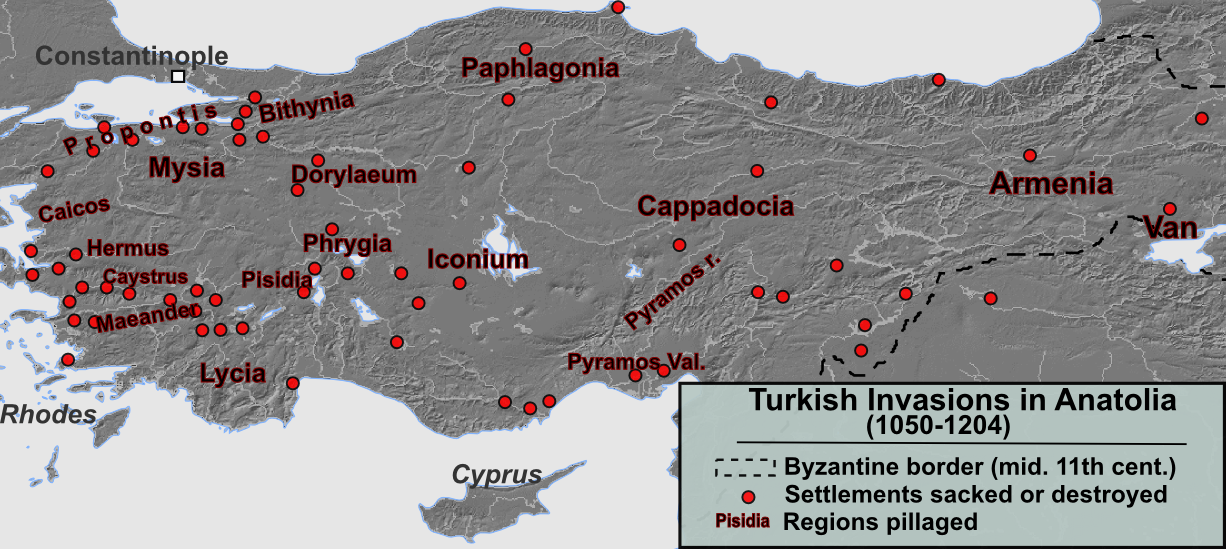
Asentamientos y regiones afectadas durante la primera oleada de invasiones turcas en Asia Menor (1050-1204).

El programa de fortificación de Manuel en la Asia bizantina, por el que fue elogiado por el historiador bizantino Nicetas Coniata, se considera un éxito a tomar en cuenta. Manuel exigía tributo a los turcomanos del interior de Anatolia para pastar durante el invierno en territorio imperial; también mejoró las defensas de muchas ciudades y pueblos y estableció nuevas guarniciones y fortalezas en toda la región. Como resultado de los esfuerzos acumulativos de los tres emperadores Comnenianos, el dominio de Manuel en Asia Menor fue el más efectivo desde la derrota en Mancicerta. Como deja claro el historiador Paul Magdalino: «al final del reinado de Manuel, los bizantinos controlaban todas las ricas tierras bajas agrícolas de la península, dejando a los turcos sólo las zonas montañosas y altiplanicies menos hospitalarias».
En la esfera religiosa, las disputas entre la Iglesia Católica y la Iglesia Ortodoxa perjudicaron ocasionalmente los esfuerzos de cooperación con los latinos; sin embargo, es casi seguro que Manuel fue el emperador bizantino que estuvo más cerca de enmendar la cisma entre las dos iglesias. El Papa Inocencio III claramente tenía una visión positiva de Manuel cuando le dijo a Alejo III que debería imitar a «su destacado predecesor de famosa memoria, el emperador Manuel. […] en la devoción a la Sede Apostólica, tanto en palabras como en obras».
Manuel tuvo mucho éxito en expandir su influencia, particularmente sobre los estados cruzados. Por ejemplo, participó en la construcción y decoración de muchas de las basílicas y monasterios griegos de Tierra Santa, incluida la Iglesia del Santo Sepulcro en Jerusalén, donde gracias a sus esfuerzos al clero bizantino se le permitió realizar el rito bizantino a diario. Todo esto reforzó su posición como gobernante supremo de los estados cruzados, con su hegemonía sobre Antioquía y Jerusalén asegurada mediante un acuerdo con Reinaldo, príncipe de Antioquía, y Amalarico, rey de Jerusalén. Este éxito en ganar influencia y aliados entre los estados occidentales y el Papa se considera uno de los logros más impresionantes y notables del reinado de Manuel Comneno.

## Reforma militar
Al comienzo del período Comneniano en 1081, el Imperio Bizantino se hallaba reducido a la extensión territorial más pequeña de su historia. Rodeado de enemigos y económicamente arruinado por una continua guerra civil, las esperanzas del imperio parecían ser pocas. Sin embargo, mediante una combinación de determinación, reformas militares y años de campaña, Alejo I Comneno, Juan II Comneno y Manuel I Comneno lograron restaurar el poder del Imperio Bizantino. Un factor determinante para el éxito de los Comnenos fue el haber establecido un ejército bizantino renovado. El nuevo sistema militar que crearon se conoce como ejército Comneno. Desde c. 1081 hasta alrededor de 1180, el ejército de Comneno desempeñó un papel vital al proporcionar al imperio un período de seguridad que permitió que floreciera la civilización bizantina.
La nueva fuerza era a su vez profesional y disciplinada. Contenía formidables unidades de guardias como la Guardia Varega, los «Inmortales» (una unidad de caballería pesada) estacionada en Constantinopla y los Arcontópulos, reclutados por Alejo y formada por los hijos de oficiales bizantinos muertos, y también levas de las provincias. Estas levas incluían a la caballería Catafracto de Macedonia, Tesalia y Tracia, y varias otras fuerzas provinciales, como los Arqueros de Trebisonda de la costa del Mar Negro de Asia Menor y los Vardariotas, otra unidad de caballería reclutada entre los magiares cristianizados del valle de Vardar. Además de las tropas reunidas y pagadas directamente por el Estado, el ejército Comneno incluía a los seguidores armados de miembros de la familia imperial y sus amplias conexiones. En esto se pueden ver los inicios de la feudalización del ejército bizantino. La concesión de participaciones pronoia, donde se mantenían los derechos de las tierras a cambio de obligaciones militares, comenzó a convertirse en un elemento notable de la infraestructura militar hacia el final del período Comneniano, aunque adquirió mucha más importancia posteriormente. En 1097, el ejército bizantino contaba con unos 70 000 hombres en total. En los últimos años de la década de 1180, y con la muerte de Manuel Comneno, cuyas frecuentes campañas habían sido a gran escala, se estima que el ejército era considerablemente mayor. Durante el reinado de Alejo I, el ejército de campaña contaba con unos 20 000 hombres, que se incrementó hastalos 30 000 hombres durante el reinado de Juan II. Al final del reinado de Manuel I, el ejército de campaña bizantino había aumentado a 40 000 hombres.

## El «Renacimiento» delsigloXII

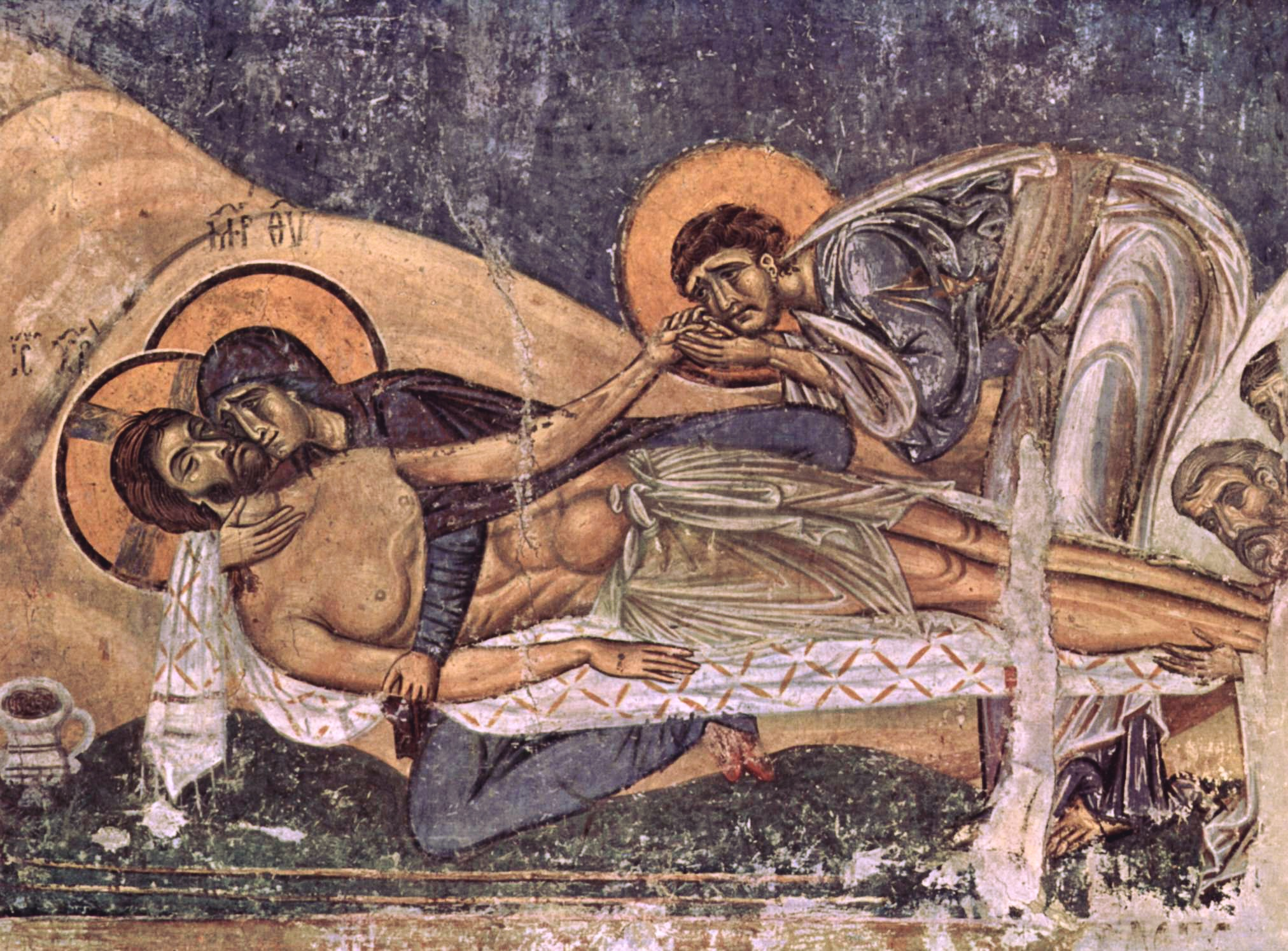
'La Lamentación de Cristo' (1164), un fresco de la iglesia de San Pantaleón en Nerezi, cerca de Skopie, en Macedonia del Norte. Se considera un magnífico ejemplo del arte Comneno del.

El siglo XII fue una época de prosperidad para la economía bizantina, con niveles de población ascendentes y grandes extensiones de nuevas tierras agrícolas que se usaron para producir alimentos. La evidencia arqueológica tanto de Europa como de Asia Menor muestra un aumento considerable en el tamaño de los asentamientos urbanos, junto con un «notable aumento» de nuevas ciudades. En Atenas la ciudad medieval experimentó un período de crecimiento rápido y sostenido, que comenzó en el siglo XI y continuó hasta finales del siglo XII. Salónica, la segunda ciudad más importante del Imperio, acogió una famosa feria de verano que atrajo a comerciantes de todos los lugares de los Balcanes e incluso de zonas más lejanas. En Corinto, la producción de seda impulsó una economía próspera. En Asia Menor, algunas zonas se habían despoblado debido a las incursiones turcas a finales del siglo XI. Sin embargo, cuando los emperadores de la dinastía Comneno construyeron extensas fortificaciones en las zonas rurales durante el siglo XII, se produjo una repoblación del campo.
En general, dado que tanto la población como el bienestar aumentaron sustancialmente en este período, la recuperación económica en Bizancio parece haber estado fortaleciendo la base económica del estado. Esto ayuda a explicar cómo los emperadores Comneno, Manuel Comneno en particular, pudieron proyectar su poder e influencia de manera tan amplia en esta época.
La nueva riqueza generada durante este período tuvo un impacto positivo en el ámbito cultural. En términos artísticos, el siglo XII fue un período muy productivo en la historia bizantina. Hubo un resurgimiento del arte del mosaico y las escuelas regionales de arquitectura comenzaron a producir muchos estilos distintivos que se basaban en una variedad de influencias culturales.
Según N. H. Baynes en su libro: Byzantium, An Introduction to East Roman Civilization;

Tal fue la influencia del arte bizantino en el siglo XII, que Rusia, Venecia, el sur de Italia y Sicilia se convirtieron en centros provinciales dedicados casi exclusivamente a su producción.

## Andrónico I Comneno y la caída de los Comnenos
La muerte de Manuel el 24 de septiembre de 1180 marcó un punto de inflexión para el Imperio Bizantino. Cuando Manuel murió, fue sucedido por su joven hijo Alejo II Comneno, que estaba bajo la tutela de la emperatriz María. La conducta de esta última despertó la indignación popular y los consiguientes revueltas que se consideran casi como una guerra civil, dieron una oportunidad a la ambición del primo lejano de Manuel, Andrónico I Comneno (r. 1183-1185), hijo de Isaac Comneno. Andrónico abandonó su retiro en 1182 y marchó hacia Constantinopla con un ejército que (según fuentes no bizantinas) incluía contingentes musulmanes. Su llegada pronto fue seguida por una masacre de los habitantes latinos, que se centró en los comerciantes venecianos que se habían establecido en gran número en Constantinopla. Se creía que había organizado el envenenamiento de la hermana mayor de Alejo II, María la Porfirogéneta y su marido Renier de Montferrat, aunque la propia María le había animado a intervenir. Se decía que el envenenador fue el propio eunuco de María, Pterygeonitas. Poco después hizo encarcelar y luego asesinar a la emperatriz María por Pterygeonitas y el heteriarca Constantino Tripsicos. Alejo II se vio obligado a reconocer a Andrónico como compañero en el imperio, pero luego fue ejecutado; el asesinato fue llevado a cabo por Tripsicos, Teodoro Dadibrenos y Esteban Hagiocristoforites. Andrónico, ya como único emperador en 1183, se casó con Inés de Francia, una niña de doce años que había estado prometida anteriormente con Alejo II. Inés era hija del rey Luis VII de Francia y su tercera esposa, Adela de Champaña. En noviembre de 1183, Andrónico ascendió al trono a su hijo menor, Juan Comneno.
Andrónico Comneno fue un hombre de contrastes asombrosos. De buen ver y a la vez elocuente, el nuevo emperador era también conocido por sus hazañas escandalosas. Era enérgico, capaz y decidido, pero también capaz de exhibir una brutalidad, violencia y crueldad aterradoras.
Andrónico comenzó bien su reinado; en particular, los historiadores han elogiado las medidas que tomó para reformar al gobierno. En las provincias, las reformas de Andrónico produjeron una mejora rápida y marcada. La feroz determinación de Andrónico de erradicar la corrupción y muchos otros abusos fue digna de admiración; bajo Andrónico, cesó la venta de empleos, por la cual uno conseguía un puesto público mediante el soborno; la selección se basó en el mérito antes que en el favoritismo; a los funcionarios se les pagaba un salario adecuado para reducir la tentación del soborno. Toda forma de corrupción fue eliminada con celo feroz.

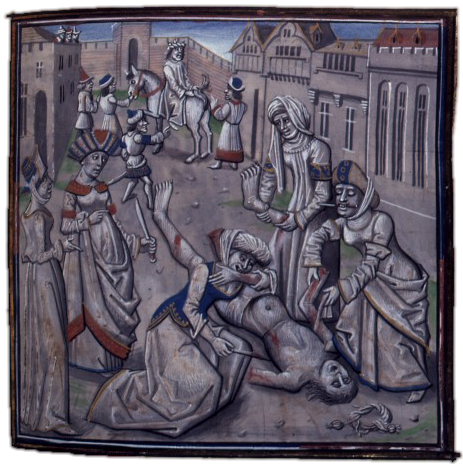
Una representación medieval de la muerte de Andrónico. Original en la Bibliothèque Nationale, Francia.

El pueblo, que sentía la severidad de sus leyes, reconocía al mismo tiempo su justicia y se encontraba protegido del abuso de sus superiores.Los enérgicos esfuerzos de Andrónico por frenar a los opresivos recaudadores de impuestos y funcionarios del imperio contribuyeron en gran medida a aliviar al campesinado. Sin embargo, sus esfuerzos por controlar el poder e influencia de la nobleza fueron mucho más problemáticos. Los aristócratas estaban enfurecidos con él y, para empeorar las cosas, Andrónico parecía descender en una espiral de locura; las ejecuciones y la violencia se hicieron cada vez más comunes, y su reinado se convirtió en un reinado de terror.Al punto de que parecía que Adrónico buscaba el exterminio de la aristocracia en su totalidad. La lucha contra la aristocracia se convirtió en una matanza total, cuando el emperador recurrió a medidas cada vez más despiadadas para mantener su régimen a flote.
Hubo varias revueltas que llevaron a una invasión por parte del rey Guillermo II de Sicilia. El 11 de septiembre de 1185, durante su ausencia de la capital, Esteban Hagiocristoforites intentó arrestar a Isaac Angelos, cuya lealtad era puesta en duda. Isaac mató a Hagiocristoforites y se refugió en la iglesia de Hagia Sophia. Hizo un llamamiento popular y se levantó un tumulto que se extendió rápidamente por toda la ciudad.
Cuando llegó Andrónico, descubrió que su autoridad ya no era reconocida: Isaac había sido proclamado emperador. El antiguo emperador, al haber sido depuesto, intentó escapar en un barco con su esposa Inés y su amante, pero fue capturado. Isaac lo entregó a multitud furiosa de la ciudad y durante tres días estuvo expuesto a su furia y resentimiento. Se le amputó la mano derecha, le arrancaron los dientes y el cabello, le arrancaron un ojo y, entre muchas otras torturas, le arrojaron agua hirviendo en la cara. Finalmente, conducido al Hipódromo de Constantinopla, fue colgado boca abajo entre dos columnas, y dos soldados latinos compitieron para ver cuál de sus espadas penetraría más profundamente en su cuerpo. Murió el 12 de septiembre de 1185.  Ante la noticia de la muerte del emperador, su hijo y coemperador, Juan, fue asesinado por sus propias tropas en Tracia.
Andrónico I fue el último de los Comnenos en gobernar Constantinopla, aunque sus nietos Alejo y David fundaron el Imperio de Trebisonda en 1204. Sin embargo, el papel de Andrónico en el colapso del imperio es controvertido; los historiadores no están de acuerdo sobre hasta qué punto su breve reinado influyó en los acontecimientos posteriores a su muerte. El golpe de Estado de Andrónico, junto con su violenta muerte, había debilitado la continuidad dinástica y la solidaridad de las que habían llegado a depender las fuerzas del Estado bizantino. Además, su política denominada antilatina ha sido percibida por algunos historiadores como un rotundo fracaso, en vista de la creciente hostilidad que provocó hacia Bizancio en Europa Occidental. En particular, el fracaso de Andonikos a la hora de impedir la masacre de latinos en Constantinopla en 1182 se ha considerado de especial importancia, ya que en adelante la política exterior bizantina fue percibida invariablemente como siniestra y antilatina en Occidente. Incluso se ha argumentado que los intentos de Andrónico de aplastar a la aristocracia perjudicaban de manera directa al poder militar del imperio, ya que la aristocracia se había vuelto indispensable para las defensas del Estado. Por otro lado, sus reformas en las provincias fueron a la vez sabias y beneficiosas para la salud interna y la prosperidad del imperio.
Con la muerte de Andrónico, la dinastía Comnenia, que había durado 104 años, finalmente llegó a su fin. Al período Comneniano le siguió la dinastía Ángelo, que supervisó quizás el período más crucial de la decadencia del Imperio Bizantino. El siguiente cuarto de siglo vería a Constantinopla caer ante una fuerza invasora por primera vez en la historia, así como la pérdida definitiva e irrecuperable de su estatus de gran potencia.